# П'єр Нора
П'єр Нора (фр. Pierre Nora; 17 листопада 1931, Париж — 2 червня 2025) — французький історик, автор концепції «місць пам'яті». Відомий завдяки монументальному виданню «Місця пам'яті» (фр. Les Lieux de mémoire). У багатьох країнах світу були започатковані проекти за зразком «Місць пам'яті» Нора.

## Біографія
Син лікаря Гастона Нора та брат високопосадовця Сімона Нора.
Навчався в ліцеї Людовика Великого (Париж), після чого його не взяли до Вищої нормальної школи. Отримав ступінь бакалавра літератури (французький еквівалент бакалавра мистецтв) ступеня у філософії. у 1958 році брав участь у конкурсі на посаду викладача початкової школи. Після університету Нора отримав посаду у ліцеї Ламорісьєр (сьогодні ліцей Пастера) в Орані, де викладав у 1958—1960 роках. Цьому періоду він присвятив книгу, опубліковану 1961 року під назвою  Les Français d'Algérie (Француз в Алжирі). З 1961 по 1963 П'єр Нора був членом Фундації Тірса. З 1965 по 1977 рік працював першим помічником викладача у  Паризькому інституті політичних наук. З 1977 року — директор Вищої школи соціальних наук (Париж). Президент асоціації «За свободу історії». 2001 року був обраний до Французької академії. 2006 року був нагороджений Орденом Почесного легіону. У лютому 2012 року одержав премію Монтеня за працю Публічний історик (фр. Historien public).

## Наукові зацікавлення
Дослідник історичної пам'яті. Розвивав наукову концепцію Моріса Альбвакса. Відомий критичним ставленням до французької історії та колективної ідентичності французів.
За Нора, колективна пам'ять певної соціальної групи кристалізується у певних місцях (місця пам'яті). Термін «місце пам'яті» вживається Нора не обов'язково лише в географічному сенсі, це може бути й певний літературний твір чи історична подія. Головне, щоб місце пам'яті було наділене особливою функцією творення ідентичності.

## Публіцистика
Нора в значній мірі займався й публіцистикою. Приєднався до видавничого дому Éditions Julliard в 1964 році, де він створив видання «Архів». З 1965 року тісно співпрацює з видавництвом Галлімар, де в 1980 році разом з Марселем Гоше заснував журнал «Le débat». Він швидко став один з найпопулярніших журналів для наукових рев'ю Упорядкування та публікація збірників Бібліотека соціальних наук (1966 р.) та Бібліотека історій (1970 р.) більшою мірою було заслугою саме Нора. Під час роботи над збірниками у видавництві Галлімар П'єра Нора опубліковано низку інноваційних досліджень.
Важлива роль, яку відігравала діяльність Нора у французькій публіцистичній справі не лише надала йому впливовості у наукових колах, а й стала приводом до чисельної критики колег. Так він відмовився перекладати статтю Еріка Гобсбаума «Епоха Крайнощів» (1997 р.) через ставлення останнього до революційних ідей. Нора пояснив це тим, що контекст ворожості до комунізму у Франції є невиправданим для подібного роду публікацій. Однією з основних ідей Нора щодо історіографії є твердження про необхідність критичного аналізу та інтерпретації усталеної історичної «правди»: «Заняття історіографією Французької революції, відтворення її міфів інтерпретації означають тільки те, що ми більше повністю не асоціюємо себе з її спадщиною. Вивчати традицію, якою б славною вона не була, означає бути більше не в силах
однозначно розпізнати її носіїв.»

## Інтелектуальне життя
Одним із найбільших досягнень Нора стало створення видання Les Lieux de Mémoire, три томи якого визначають та описують найважливіші для французів місця пам'яті. Книга Нора «Француз в Алжирі» отримала низку критичних відгуків за негативне висвітлення французьких алжирців. В своїй праці він аргументує необхідність розмежовувати французів, що жили в колонії та французів з метрополії. Такі погляди сформувалися в нього під час двох років викладання в Алжирі.

## Особисте життя
Нора — єврей-ашкеназі.
З 2012 року у громадянському шлюбі із французькою журналісткою Енн Сінклер, колишньою дружиною скандального політика Домініка Строс-Канна.

## Праці
Монографії
- Les Français d'Algérie, préfacé par Charles-André Julien, éditions Julliard, Paris, 1961.
- " Ernest Lavisse: son rôle dans la formation du sentiment national ", Revue historique, n° 463, 1962.
- Présent, nation, mémoire, Gallimard (Bibliothèque des histoires), Paris, 2011
- Historien public, Gallimard (Blanche), Paris, 2011

Спільні проекти під керівницівом П'єра Нора
- Faire de l'histoire, avec Jacques Le Goff, Gallimard (Bibliothèque des histoires), Paris, 1974, 3 tomes: t. 1 Nouveaux problèmes, t. 2 Nouvelles approches, t. 3 Nouveaux objets.
- Les Lieux de mémoire, Gallimard (Bibliothèque illustrée des histoires), Paris, 3 tomes: t. 1 La République (1 vol., 1984), t. 2 La Nation (3 vol., 1986), t. 3 Les France (3 vol., 1992)
- Essais d'ego-histoire, Gallimard (Bibliothèque des histoires), Paris, 1986. Essais autobiographiques par sept grands historiens: Maurice Agulhon, Pierre Chaunu, Georges Duby, Raoul Girardet, Jacques Le Goff, Michelle Perrot et René Rémond.
- De quoi l'avenir intellectuel sera-t-il fait, avec Marcel Gauchet, Paris, Gallimard (Le débat), 2010

## Видання українською
- Нора, П'єр. Теперішнє, нація, пам'ять / Пер. з франц. Андрій Рєпа. — Київ: Кліо, 2014. — 272 с.